# Violet Blue (Autorin)

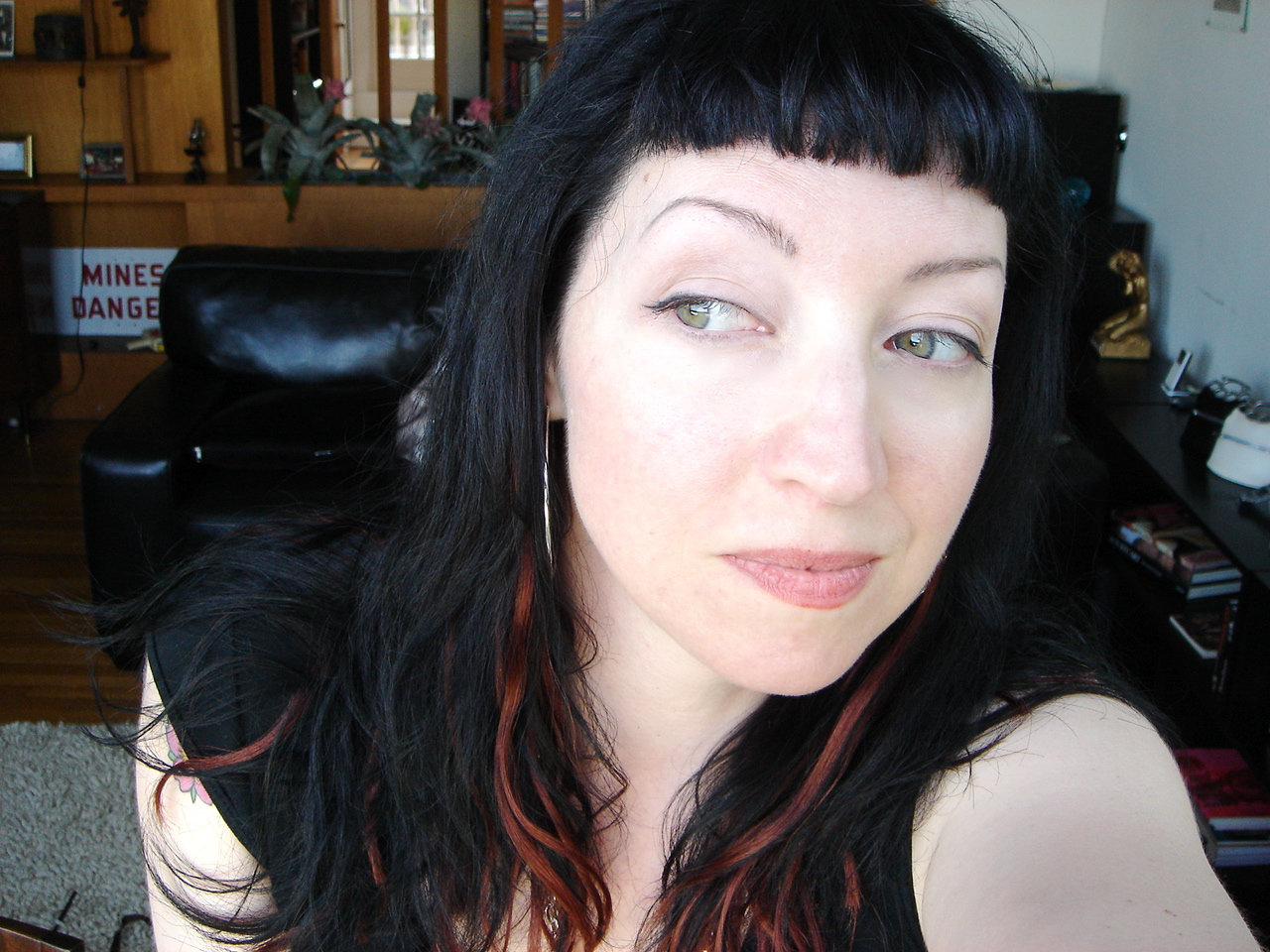
Violet Blue, 2007

Violet Blue (* 22. September in San Francisco) ist eine US-amerikanische Autorin, Sexualaufklärerin, Kolumnistin, Podcasterin und Herausgeberin von Literatur über die menschliche Sexualität.

## Tätigkeit
Blue schrieb eine wöchentliche Sexkolumne für den San Francisco Chronicle und vertritt in ihrem Blog Tiny Nibbles und im Sexblog Fleshbot regelmäßig Ansichten aus dem Bereich des sex-positiven Feminismus.
Außerdem schreibt Violet Blue regelmäßig Beiträge zum Thema Sexualität und Technologie für CNET, ZDNet, CBS News und SF Appeal.
Ihr Podcast Open Source Sex, in dem sie Erotica vorliest und über Themen wie sexuelle Fetische und Oralverkehr referiert, erreicht in den täglichen Charts von iTunes den dritten Platz. Blue veröffentlicht weiterhin ein regelmäßiges Videoblog. Im Juli 2007 veröffentlichte sie in O, The Oprah Magazine einen Artikel über pornografische Materialien, welche sich speziell an Frauen richten.
Zudem hat sie mehrere Bücher zum Thema Sexualität geschrieben, herausgegeben oder an entsprechenden Büchern mitgewirkt.

## Namensklage
Im Oktober 2007 verklagte Violet Blue die Pornodarstellerin Ada Mae Johnson mit dem Pseudonym Violet Blue wegen der Verletzung ihrer Markenrechte und unfairer Geschäftspraktiken, unter Hinweis auf eine aus ihrer Sicht vorliegende Übernahme ihres Namens und ihres Markenauftritts. Aufgrund der Klage änderte die Darstellerin ihr Pseudonym erst in Violetta Blue, nach der Urteilsverkündung (und dem Verbot ähnlich lautender Pseudonyme) in Noname Jane.

## Auszeichnungen
- 2007: Independent Publisher Book Award  in der Kategorie Erotica für „Best Women’s Erotica 2007“ als Herausgeberin[9]
- 2009: Sexaminer Award[10]

## Werke
Als Autorin 
- The Adventurous Couple's Guide to Strap-On Sex, Cleis Press, 2007, ISBN 1-57344-278-X.
- The Smart Girl's Guide to the G-Spot, Cleis Press, 2007, ISBN 1-57344-273-9.
- Fetish Sex: An Erotic Guide for Couples, Daedalus Publishing Company, 2006, ISBN 1-881943-23-2 - (mit Thomas Roche).
- The Adventurous Couple's Guide to Sex Toys, Cleis Press, 2006, ISBN 1-57344-254-2.
- The Smart Girl's Guide to Porn, Cleis Press, 2006, ISBN 1-57344-247-X.
- The Ultimate Guide to Sexual Fantasy: How to Turn Your Fantasies into Reality, Cleis Press, 2004, ISBN 1-57344-190-2.
- The Ultimate Guide to Adult Videos: How to Watch Adult Videos and Make Your Sex Life Sizzle, Cleis Press, 2003, ISBN 1-57344-172-4.
- The Ultimate Guide to Cunnilingus: How to Go Down on a Woman and Give Her Exquisite Pleasure, Cleis Press, 2002 ISBN 1-57344-144-9.
- The Ultimate Guide to Fellatio: How to Go Down on a Man and Give Him Mind-Blowing Pleasure, Cleis Press, 2002, ISBN 1-57344-151-1.

 Als Herausgeberin 
- Best Women's Erotica 2008, Cleis Press, 2007, ISBN 1-57344-299-2.
- Best Women's Erotica 2007, Cleis Press, 2006, ISBN 1-57344-258-5.
- Best Women's Erotica 2006, Cleis Press, 2005, ISBN 1-57344-223-2 IPPY winner for Erotica.
- Lust: Erotic Fantasies for Women, Cleis Press, 2007, ISBN 1-57344-280-1.
- Lips Like Sugar: Women's Erotic Fantasies, Cleis Press, 2007, ISBN 1-57344-232-1.
- Best Sex Writing 2005, Cleis Press, 2005, ISBN 1-57344-217-8.
- Taboo: Forbidden Fantasies for Couples, Cleis Press, 2004, ISBN 1-57344-186-4.
- Sweet Life: Erotic Fantasies for Couples, Cleis Press, 2001, ISBN 1-57344-133-3.
- Sweet Life 2: Erotic Fantasies for Couples, Cleis Press, 2003, ISBN 1-57344-167-8.

### Digitale Veröffentlichungen
- How To Kiss, Digita Publications, 2007, (Hörbuch, E-Book, und Amazon Kindle Versionen)
- The Modern Safer Sex Guide, Digita Publications, 2007, (E-Book und Amazon Kindle Versionen)
- Creatures of the Night (Erotika), Digita Publications, 2007, (Hörbuch und E-Book und Amazon Kindle Versionen)
- Pleasure Zone Basics, Digita Publications, 2007, (Hörbuch)